# Jean-Baptiste Bruny
Jean-Baptiste Bruny, né le 18 novembre 1769 à Lyon, mort le 11 juin 1846 à Chalon-sur-Saône (Saône-et-Loire), est un général français de la Révolution et de l’Empire.

## Biographie
Entré au service comme soldat le 6 juin 1785, Jean-Baptiste Bruny (ou Bruni) est sergent au régiment de Lyonnais au commencement de la Révolution en 1789. Il fait preuve de bonne conduite lors des événements d'Aix et de Montpellier, en 1790 et 1791. Il est nommé colonel de la demi-brigade qu'on forme avec les bataillons du régiment de Lyonnais, et remplit ensuite les fonctions d'agent supérieur à l'armée du Rhin pendant les années 1794 et 1795.
En 1796, il commande le quartier-général de la division Férino, et après l'affaire d'Oberkamlach qui a lieu le 13 août entre les émigrés du corps de Condé et les républicains, il parvient à obtenir la mise en liberté des prisonniers faits dans ce combat. Il refuse d'adhérer à la nomination de Bonaparte au consulat à vie. Employé dans l'expédition de Saint-Domingue, il est fait prisonnier, et détenu pendant quelques mois à la Jamaïque.
Il revient en France vers la fin de 1804, étant alors colonel de la 89e demi-brigade. Il refuse encore son adhésion à l'élévation de Bonaparte à la dignité d'empereur, aussi n'est-il nommé que provisoirement colonel du 82e régiment d'infanterie de ligne, qu'il réorganise dans la Vendée. Il a ensuite le commandement en pied de ce régiment, et celui d'un camp où sont rassemblées 15 compagnies de grenadiers en 1805 et 1806.
Dans cette dernière année, il devient colonel du 62e régiment d'infanterie, alors au service du roi de Naples, et y sert jusqu'au mois de mars 1809. Il est fait la même année membre de la Légion d'honneur.
Il fait sous les ordres du général Grenier, la campagne contre l'Autriche dans l'armée d'Italie, commandée par le vice-roi Eugène de Beauharnais. Sur la demande de ce prince, le colonel Bruni obtient de Napoléon la décoration de chevalier de l'ordre de la Couronne de Fer, et il est créé baron de l'Empire avec une dotation sur le Hanovre. Il a été précédemment nommé commandeur de l'ordre des Deux-Siciles, par le roi de Naples Joseph Bonaparte.
Après la campagne de 1809, il passe en Calabre avec son régiment. promu général de brigade le 6 août 1811, il fait la campagne de Russie en 1812, sous le maréchal Ney, et est nommé commandant de la Légion d'honneur le 2 septembre. Pendant la retraite de Russie, l'armée française ayant traversé la Prusse, le prince Eugène qui a alors le commandement en chef de cette armée, nomme le général Bruni gouverneur de Stettin, mais cet offîcier n'ayant pas eu la possibilité de pénétrer dans cette place, il reste à Berlin, où il remplit les fonctions de chef de l'état-major du maréchal Gouvion-Saint-Cyr. Chargé ensuite de la défense de Spandau, il s'acquitte dignement de cette mission, et quoique la place soit en mauvais état de défense, il ne la rend que le 24 avril 1813. Il a obtenu une capitulation honorable, qui sauve la garnison. Napoléon néanmoins donne ordre de le mettre en jugement, mais l'affaire n'a pas de suite.
Étant revenu à Paris au mois de septembre 1813, il est nommé commandant d'une division de l'armée qui se trouve réunie à Anvers. Des observations qu'il fait sur l'état des choses d'alors ayant déplu, on lui retire les lettres de service de ce commandement de division, et on ne lui en donne que pour une brigade.
En mars 1814, il est des premiers à donner son adhésion à la déchéance de Napoléon et aux actes du gouvernement provisoire. S. M. Louis XVIII le crée chevalier de Saint-Louis le 21 août 1814. Dans la même année, il est envoyé en Corse pour y servir sous les ordres du chevalier Bruslart, commandant supérieur de la 23e division militaire.
En 1815, pendant les Cent-Jours, il commande à Ajaccio la 2e subdivision de cette division, prend toutes les mesures nécessaires pour la défense de cette place, et aidé des 4e d'infanterie légère et 9e de ligne, il soutient avec zèle et énergie la cause du roi contre les insurgés, qui ont pris les armes en faveur de Bonaparte. Ajaccio tenait encore pour le roi, un mois après l'entrée de Napoléon à Paris, mais tous les efforts du général Bruni n'ayant pu empêcher la substitution du drapeau tricolore au drapeau blanc, ni la défection des troupes, il quitte son commandement, que déjà la junte nommée par Napoléon lui a retiré dès le 19 avril. Il est destitué par l'empereur le 22 mai, et réintégré en juin. Mais comme il refuse d'être employé activement dans l'année, on l'envoie à Strasbourg.
Lors de la seconde rentrée du roi, le baron Bruni est d'abord admis à la retraite. Bientôt après, le lieutenant-général marquis de Rivière, commissaire du roi dans le midi de la France et dans la Corse, le fait employer dans cette île sous les ordres du lieutenant-général comte Willot, qui en est gouverneur. Après le rappel du comte Willot, le général Bruni a le commandement supérieur de la 17e division militaire. En reconnaissance de l'excellente conduite qu'il a tenue aux mois de mars et d'avril 1815, la ville d'Ajaccio lui décerne une épée par délibération du 14 mai 1816, et « S. M. daigne » permettre au général Bruni d'accepter ce don.
Rappelé en France, au commencement de 1821, Bruny est chargé le 8 mai, du commandement de la ville de Bourges (21e division militaire), puis il passe le 26 février 1823, à celui de la subdivision des Pyrénées-Orientales.
Affecté à la 8e division du 3e corps de l'armée des Pyrénées le 4 avril 1823, il est mis en disponibilité le 23 décembre suivant. Le 22 janvier 1824 il reprend son commandement à Bourges qui'il conserve jusqu'au 17 décembre 1828, époque à laquelle il est envoyé prendre celui de la 2e subdivision de la 14e division militaire à Cherbourg (Manche). Commandant de la 2e subdivision (Haute-Vienne et Creuse) de la 21e division militaire le 19 août 1829, il est mis en disponibilité le 19 août 1830 et admis définitivement à la retraite le 11 juin 1832.
Il meurt le 11 juin 1846.

## Décorations
- Légion d'honneur :
  - Officier (décret impérial signé en 1809), puis,
  - Commandant (décret impérial du 2 septembre 1812), puis,
  - Grand officier de la Légion d'honneur (seconde Restauration) ;
- Ordre royal et militaire de Saint-Louis :
  - Chevalier (ordonnance du 20 août 1814), puis,
  - Commandeur de l’Ordre royal et militaire de Saint-Louis (ordonnance du 23 mai 1825) ;
- Chevalier de l'Ordre de la Couronne de fer (1809) ;
- Commandeur de l’Ordre royal des Deux-Siciles (1809).

## Titres
- Baron de l'Empire (décret du 15 août 1809, lettres patentes du 31 décembre 1809 (Paris)).

## Armoiries
| Figure | Blasonnement |
|        | Armes du baron Bruny et de l'Empire Coupé : le premier parti d'azur au croissant, les pointes à dextre d'argent ; et de gueules au signe des barons tirés de l'armée ; au deuxième d'argent à la barre d'azur, chargée de trois étoiles du champ, accompagnée à dextre d'une branche d'olivier de sinople et en pointe d'un coq contourné de sable, sénestré d'une lance, haute en pal du même, mouvant de la pointe., Livrées : les couleurs de l'écu, le verd en bordure seulement. |